# Kissing the Pink
Kissing the Pink är en brittisk new wave-grupp bildad 1980 av Nick Whitecross (sång, gitarr), Jon Kingsley Hall (keyboards, sång), Peter Barnett (basgitarr, violin, sång), Simon Aldridge (gitarr, sång), Stephen Cusack (trummor, sång), George Stewart (keyboards, sång) och Josephine Wells (saxofon, sång).
Gruppens musik är en blandning av soulmusik, experimentell elektronisk musik och syntpop. 1983 gav de ut debutalbumet Naked. 1986 kortades gruppnamnet till KTP och de gav ut sitt mest framgångsrika album Certain Things Are Likely som hade en mer kommersiell inriktning än deras tidigare musik. Titelspåret blev en framgång och tog sig upp på första plats på Billboards danslista. 1988 återgick de till namnet Kissing the Pink. Efter att givit ut albumet Sugarland 1993 blev gruppen en trio med Whitecross, Hall och Stewart som huvudsakligen har varit verksamma som producenter för andra artister.

## Diskografi
- 1983 – Naked
- 1984 – What Noise?
- 1986 – Certain Things Are Likely
- 1993 – Sugarland

## Källa
- Kissing the Pink Allmusic.com